# CRスーパーコンビSP
CRスーパーコンビSPは、2000年9月にSANKYOが発売。一発台として一世を風靡したスーパーコンビの後継機として登場したパチンコ機のシリーズ名。
CRスーパーコンビSPの1機種がある。

## 概要
3つ穴クルーンと2桁デジタルを搭載したデジパチ。この3つ穴クルーンの手前の穴に入るとスタートチャッカーへ入賞する構造となっている。
スタートチャッカー入賞後はクルーン上の2桁デジタルが回転し、「33」か「77」が揃えば大当たりとなる。
本機は役物搭載型のデジパチなので、他のデジパチ同様に保留を貯めることが可能である。
通常時はクルーン経由がデジタル回転のメインとなっており、クルーン経由以外のルートからのスタートチャッカーへの入賞は殆ど期待できない。
誘導釘の本数が少ないなど、元のゲージ自体が通常ルートからのヘソ入賞が期待できない構成となっている。よって、通常時のヘソ入賞は、クルーン経由のみと捉えて構わない。

命釘がヘソ入賞をガッチリガード

お店がここを下げれば生入りもあるかも…—『パチンコ必勝ガイド 2000 10•7号』p5
本機は3回ワンセットタイプとなっており、大当たり後はCT（チャンス•タイム）に突入し、以後2回大当たりするまで電チューの性能がパワーアップする。
CT中の大当たり確率は、通常の1/129.1から1/123へと、わずかにアップする。通常時と確率が殆ど変わらないので、CT中にハマる可能性もある。
CT中は電チューの開放時間が大幅に延長され、開放回数も増えるので、電チューからの入賞がデジタル回転のメインとなる。
初当たり後、必ず2回の大当たりが獲得できるので、安定した出玉性能の機種と言える。

CT中は役物の左側にある「GO」と描かれたスルーに玉を通す。スルー通過で小当たりの抽選が行われるわけだが、
右肩にあるスルーはただの飾りで小当たりの抽選は行われない。左打ちで消化しないと電チューは開放されない。

CT中は止め打ちによる技術介入要素がある。
最初にスルーチャッカーに玉を通したら打ち出しを止めて、スピーカーランプが4回点滅したら打ち出しを再開する。
打ち出しを止めてから3秒待って打ち始めると丁度良いタイミングになる。その後は、3回目の電チューが開放されると同時に打ち出しを止める。
この手順を繰り返すことによりCT中に出玉を増やすことが可能になる。

盤面の両サイドにあるラッキーナンバーランプは、大当たりするごとに毎回抽選が行われる。
ラッキーナンバー制の営業を行うホールで、初回のナンバーを用いる形態の場合は、2回目の大当たり前に店員に確認してもらうなどの注意が必要となる。

## スペック
- CRスーパーコンビSP
  - 賞球数 5&15
  - 大当たり最高継続 10R
  - 大当たり確率 1/129.1
  - CT時大当たり確率 1/123

## 図柄
- デジタル表示
  - 0
  - 1
  - 2
  - 3
  - 4
  - 5
  - 6
  - 7
  - 8
  - 9

## 演出
本機のデジタルアクションはシンプルである。
メインの2桁デジタルは3か7のゾロ目で大当たりとなり、両方の出目が一斉に停止する2つのプレミアムを除けば、左→右の順に停止する。
左に3か7が停止するまでの間に、予告演出や様々な法則が存在する。デジタルは4→5→6のように進むのがノーマルパターンだが、
0→9→8のように逆方向に進行することがある。
この逆方向の進行が、唯一の予告演出「カウントダウン」である。カウントダウン発生時は必ずリーチに発展する。

出目の進行するコマ数も2〜5コマと決められており、進行コマ数が多いほどリーチ時の期待が持てる。
同じ7のリーチでも、左出目が5からの場合よりも2から発展した方が期待ができる。
シンプルなデジタルでもチェックポイントは山盛り！

左出目のポイント
- 初回停止出目
- 進行コマ数
- 進行方向
- 止まるか否か

右出目のポイント
- リーチ開始出目
- アクション
—『パチンコ必勝ガイド 2000 11•5号』p8
リーチアクションは4パターンある。
ノーマル
左に3•7が停止後、右出目が普通にコマ送りする
スクリュー
ノーマルから発展し、出目が変形する
スルー
左出目がロングコマ送りして左右出目が同時停止
ノーアクション
デジタル回転中にいきなり出目が揃う

右出目が渦を巻くように進むスクリューは、大当たり信頼度の高い演出で、ノーマルの1コマ過ぎハズレから発展する。

左出目がコマ送り動作に入るはずのタイミングで高速回転だったり、コマ送りが6コマ以上の場合はプレミアム演出となる。

CT中は電チューの開放時間や回数が大幅にパワーアップされるのに加え、小デジタルの回転時間も大幅に短縮される。
|                    | 通常時      | CT中        |
| ------------------ | ----------- | ----------- |
| 小当たり確率       | 10/11       | 10/11       |
| 小デジタル回転時間 | 約59.2秒    | 約5.2秒     |
| 電チュー開放時間   | 約0.2秒 1回 | 約1.8秒 3回 |

## コンシューマ移植
- FEVER3～SANKYO公式パチンコシミュレーション(プレイステーション用)
  - 『FEVER3～SANKYO公式パチンコシミュレーション』(プレイステーション用、インターナショナルカードシステム、2000年11月2日発売、SLPS-02994、JAN-4997940201030)にCRスーパーコンビSPが収録。